# Акши (Аягозский район)
Акши (каз. Ақши) — село в Аягозском районе Абайской области Казахстана. Административный центр Акшийского сельского округа. Код КАТО — 633447100.

## Население
В 1999 году население села составляло 1044 человека (529 мужчин и 515 женщин). По данным переписи 2009 года, в селе проживало 914 человек (457 мужчин и 457 женщин).